# Galium timeroyi
Galium timeroyi är en måreväxtart som beskrevs av Claude Thomas Alexis Jordan. Galium timeroyi ingår i släktet måror, och familjen måreväxter.

## Underarter
Arten delas in i följande underarter:
- G. t. fleurotii
- G. t. timeroyi